# Neopitthea pringlei
Neopitthea pringlei är en fjärilsart som beskrevs av Robert H. Carcasson 1964. Neopitthea pringlei ingår i släktet Neopitthea och familjen mätare. Inga underarter finns listade i Catalogue of Life.